# Pariser Tageszeitung

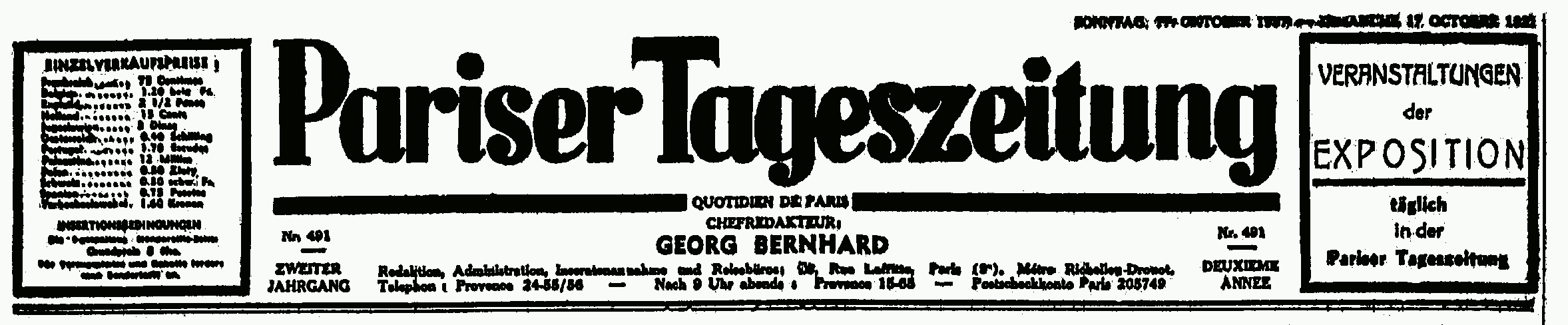

Die Pariser Tageszeitung war die wichtigste deutschsprachige Exilzeitung in Frankreich in ihrer Zeit. Sie erschien von 1936 bis 1940 als Nachfolgerin des Pariser Tageblatts.

## Geschichte

### Pariser Tageblatt
Seit Dezember 1933 erschien das Pariser Tageblatt. Es entwickelte sich schnell zur wichtigsten Zeitung der deutschen Exilanten in Frankreich. Es positionierte sich deutlich gegen die nationalsozialistische Regierung in Deutschland.
Im Juni 1936 kam es zu heftigen Verwerfungen zwischen dem Herausgeber Wladimir Poljakow und dem größten Teil der Redaktion. Diese warf ihm in der Ausgabe vom 11. Juni 1936 vor, er wolle das Pariser Tageblatt durch Vertreter der deutschen Botschaft in Paris finanzieren und umgestalten lassen.

### Gründung der Pariser Tageszeitung
Am 12. Juni 1936 erschien die erste Ausgabe der Pariser Tageszeitung. Diese war de facto eine Fortsetzung des Pariser Tageblatts ohne den bisherigen Verleger. Die meisten Redakteure setzten ihre Tätigkeiten fort, darunter auch der Chefredakteur Georg Bernhard.
Die Pariser Tageszeitung behielt ihre Ausrichtung bei, mit äußerst kritischer politischer Berichterstattung aus Deutschland, sowie über weitere Themen, auch mit lokalen Berichten, Fortsetzungsromanen usw.
Sie erschien täglich mit vier Seiten.
Es gab weiterhin finanzielle Probleme sowie Meinungsverschiedenheiten in der Redaktion. Ein Versuch der Übernahme durch KPD-nahe Vertreter mit Willy Münzenberg scheiterte 1936.
Ende 1937 musste der Chefredakteur Georg Bernhard seine Funktion aufgeben. Nachfolger wurden Kurt Caro und Karl Misch. Ende 1938 wurde Joseph Bornstein auf Betreiben von Leopold Schwarzschild neuer Chefredakteur.

### Letzte Jahre 1939 und 1940
Im Herbst 1939 wurden viele deutsche Exilanten wegen des deutschen Überfalls auf Polen zwangsinterniert. Die Pariser Tageszeitung erschien seitdem nur noch mit zwei Seiten täglich. Am 18. Februar 1940 erschien die letzte Ausgabe. Der Angriff der Wehrmacht auf Frankreich erfolgte ab dem 10. Mai 1940.